# Kosovo ai XXIV Giochi olimpici invernali
Il Kosovo ha partecipato ai XXIV Giochi olimpici invernali si sono svolti dal 4 al 20 febbraio 2022 a Pechino in Cina..
La squadra del Kosovo è composta da due sciatori alpini (un uomo e una donna). Questo segna la prima volta che il Kosovo ha una concorrente femminile nella sua squadra ai Giochi olimpici invernali. Entrambi gli sciatori sono stati portabandiera del Paese durante la cerimonia di apertura; durante la cerimonia di chiusura la bandiera è stata portata da un volontario.

## Delegazione
Di seguito è riportato il numero di concorrenti che hanno partecipato ai Giochi per sport/disciplina.
| Sport      | Uomini | Donne | Totale |
| ---------- | ------ | ----- | ------ |
| Sci alpino | 1      | 1     | 2      |
| Totale     | 1      | 1     | 2      |

## Sci alpino
Il Kosovo ha qualificato nello sci alpino un totale di due atleti, un uomo e una donna.
| Atleta        | Gara                     | 1ª manche | 1ª manche | 2ª manche | 2ª manche | Totale  | Totale   | Totale    |
| Atleta        | Gara                     | Tempo     | Posizione | Tempo     | Posizione | Tempo   | Distacco | Posizione |
| ------------- | ------------------------ | --------- | --------- | --------- | --------- | ------- | -------- | --------- |
| Albin Tahiri  | Discesa maschile         | N.D.      | N.D.      | N.D.      | N.D.      | 1'52"44 | +9"75    | 35º       |
| Albin Tahiri  | Slalom gigante maschile  | 1'13"42   | 37º       | 1'16"43   | 29º       | 2'29"85 | +20"50   | 30º       |
| Albin Tahiri  | Slalom maschile          | 1'04"01   | 44º       | 58"93     | 36º       | 2'02"94 | +18"85   | 37º       |
| Albin Tahiri  | Combinata maschile       | 1'52"44   | 22ª       | 55"85     | 15º       | 2'48"29 | +16"86   | 15º       |
| Kiana Kryeziu | Slalom gigante femminile | 1'18"78   | 59ª       | 1'23"41   | 49ª       | 2'42"19 | +46'50   | 49ª       |